# Newtown (Indiana)
Pour les articles homonymes, voir Newtown.
Newtown est une municipalité située dans le comté de Fountain, dans l’État de l'Indiana, aux États-Unis. Lors du recensement de 2020, elle comptait 217 habitants.